# 어도비 크리에이티브 제품군
어도비 크리에이티브 제품군(Adobe Creative Suite, CS)은 어도비 시스템즈가 개발한 그래픽 디자인, 영상 편집, 웹 개발 응용 프로그램들이 한데 묶인 제품군이다. 모든 제품에 대해 30일 평가판을 내려받아 사용할 수 있다.
최신 버전은 어도비 크리에이티브 제품군 CS6로 2012년 4월 23일 출시 행사에서 발표되었으며, 2012년 5월 7일에 시장에 출시되었다.
2013년 5월 6일 어도비는 CS6가 어도비 크리에이티브 제품군의 마지막 버전이 될 것이며 크리에이티브 소프트웨어의 차기 버전은 자사의 크리에이티브 클라우드 구독 서비스를 통해서만 이용이 가능할 것이라고 밝혔다. 크리에이티브 제품군 패키지는 어도비의 온라인 스토어에서 제거되었으나 자사의 웹사이트의 한 단락을 통해서는 이용이 가능한 상태이다.

## 제품 에디션
어도비는 현재 다음과 같이 5가지의 에디션으로 응용 프로그램을 판매한다:
- 어도비 크리에이티브 제품군 6 디자인 스탠더드(Design Standard)는 어도비 크리에이티브 제품군 6 계열 제품의 에디션으로, 전문적인 인쇄, 웹, 인터랙티브, 모바일 디자이너를 대상으로 한다.
- 어도비 크리에이티브 제품군 6 디자인 & 웹 프리미엄(Design & Web Premium)은 어도비 크리에이티브 제품군 6 계열 제품의 에디션으로, 전문 웹 디자이너 및 웹 개발자를 대상으로 한다.
- 어도비 크리에이티브 제품군 6 프로덕션 프리미엄(Production Premium)은 어도비 크리에이티브 제품군 6 계열 제품의 에디션으로, 영화, 비디오, 방송, 웹, DVD, 블루레이 디스크, 모바일 장치를 다루는 전문 리치 미디어 및 영상 후반 작업 전문가들을 대상으로 한다.
- 어도비 크리에이티브 제품군 6 마스터 콜렉션(Master Collection)은 위의 모든 에디션의 응용 프로그램을 포함한다.
- 어도비 크리에이티브 클라우드(Cloud)는 어도비 크리에이티브 제품군 6 계열 제품의 신청용 에디션으로, 위의 모든 에디션에 포함된 응용 프로그램들을 사용자가 내려받을 수 있게 함과 동시에 파일 공유, 협업, 출판을 위한 서비스까지 제공한다.

어도비는 위 제품군들의 스튜던트 앤드 티처 에디션 (학생, 교사용 사용권)을 판매하고 있다. CS5를 기점으로, 졸업 후의 상업적인 이용은 허가된다.
아래에는 각 소프트웨어 제품군에 어떠한 제품이 포함되어 있는지를 표로 나타내고 있다.
| 어도비 크리에이티브 제품군 6 | 어도비 크리에이티브 제품군 6 | 어도비 크리에이티브 제품군 6 | 어도비 크리에이티브 제품군 6 | 어도비 크리에이티브 제품군 6 | 어도비 크리에이티브 제품군 6 | 어도비 크리에이티브 제품군 6 |
| 소프트웨어                   | 디자인 스탠더드              | 디자인 & 웹 프리미엄         | 프로덕션 프리미엄            | 마스터 콜렉션                | 크리에이티브 클라우드        |                              |
| ---------------------------- | ---------------------------- | ---------------------------- | ---------------------------- | ---------------------------- | ---------------------------- | ---------------------------- |
| 포토샵 CS6                   |                              |                              |                              |                              |                              |                              |
| 포토샵 CS6 익스탠디드        |                              |                              |                              |                              |                              |                              |
| 일러스트레이터 CS6           |                              |                              |                              |                              |                              |                              |
| 인디자인 CS6                 |                              |                              |                              |                              |                              |                              |
| 뮤즈                         |                              |                              |                              |                              |                              |                              |
| 어크로뱃 X 프로              |                              |                              |                              |                              |                              |                              |
| 플래시 프로페셔널 CS6        |                              |                              |                              |                              |                              |                              |
| 플래시 빌더 4.6 프리미엄     |                              |                              |                              |                              |                              |                              |
| 드림위버 CS6                 |                              |                              |                              |                              |                              |                              |
| 에지 애니메이트              |                              |                              |                              |                              |                              |                              |
| 에지 리플로                  |                              |                              |                              |                              |                              |                              |
| 에지 코드                    |                              |                              |                              |                              |                              |                              |
| 에지 인스펙트                |                              |                              |                              |                              |                              |                              |
| 파이어웍스 CS6               |                              |                              |                              |                              |                              |                              |
| 프리미어 프로 CS6            |                              |                              |                              |                              |                              |                              |
| 애프터 이펙트 CS6            |                              |                              |                              |                              |                              |                              |
| 오디션 CS6                   |                              |                              |                              |                              |                              |                              |
| 스피드그레이드 CS6           |                              |                              |                              |                              |                              |                              |
| 프리루드 CS6                 |                              |                              |                              |                              |                              |                              |
| 앙코르 CS6                   |                              |                              |                              |                              |                              |                              |
| 공유 응용 프로그램           |                              |                              |                              |                              |                              |                              |
| 브리지 CS6                   |                              |                              |                              |                              |                              |                              |
| 미디어 인코더 CS6            |                              |                              |                              |                              |                              |                              |
| 서비스                       |                              |                              |                              |                              |                              |                              |
| 장치 및 PC 동기화            |                              |                              |                              |                              |                              |                              |
| 클라우드 스토리지            |                              |                              |                              |                              |                              |                              |
| 비즈니스 카탈리스트          |                              |                              |                              |                              |                              |                              |
| 타입키트                     |                              |                              |                              |                              |                              |                              |
| 스토리 플러스                |                              |                              |                              |                              |                              |                              |

어도비 플래시 카탈리스트, 어도비 컨트리뷰트, 어도비 온로케이션, 어도비 디바이스 센트럴, 어도비 다이내믹 링크는 한때 CS5.5에서 이용할 수 있었으나 CS6부터는 제거된다.
어도비 프리루드, 어도비 앙코르는 단일 제품으로 출시되지 않는다. 어도비 앙코르는 어도비 프리미어 프로의 일부로 이용할 수 있다. 어도비 인디자인과 밀접하게 통합되는 응용 프로그램인 어도비 인카피 또한 크리에이티브 제품군 계열의 일부로 되어 있지만 CS6 에디션 계열에는 포함되어 있지 않다. 이 프로그램은 어도비, 서드 파티 플러그인 개발자 등을 통해 주문을 하여 사용할 수 있다.

## 응용 프로그램
다양한 크리에이티브 제품군 에디션에 있는 응용 프로그램들의 간략한 정보는 다음과 같다:
- 포토샵은 그래픽 편집기이다. 비트맵과 그림을 생산해내는 상업 프로그램 시장에서 선두를 달리고 있다.
- 일러스트레이터의 주된 기능은 도형을 사용한 그리기와 작업이다.
- 인디자인은 탁상 출판 (DTP) 응용 소프트웨어이다.
- 어크로뱃은 어도비 PDF를 기본 파일 형식으로 사용하는 응용 프로그램의 한 계열이다.
- 플래시는 어도비 플래시 플레이어와 어도비 플래시 프로페셔널 멀티미디어 저작 프로그램을 둘 다 일컫는다. 어도비 플래시 프로페셔널은 웹 애플리케이션, 게임, 영화, 임베디드 장치(휴대폰 등)의 콘텐츠를 만드는 데에 쓰인다. 벡터, 레스터 그래픽, 스크립팅 언어(액션 스크립트), "소리와 영상의 양방향 스트리밍"을 지원한다.
- 드림위버는 웹 개발 응용 프로그램이다.
- 파이어웍스는 비트맵, 벡터 그래픽 편집기이며 웹 디자이너를 위해 개발되었다.
- 컨트리뷰트는 웹 사이트의 콘텐츠를 편집하기 위한 것이다. 수많은 사람들이 있는 단체가 특별한 웹 디자인 기술 없이 웹 페이지를 업데이트할 수 있게 도와 준다.
- 애프터 이펙트는 디지털 모션 그래픽, 영상 합성 소프트웨어이며 어도비 시스템즈가 출시하였다. 영화, 영상 후반 작업에 쓰인다.
- 프리미어 프로는 실시간, 타임라인 기반의 영상 편집 응용 소프트웨어이다
- 앙코르는 DVD 저작 소프트웨어 도구이며 어도비 시스템즈가 개발하였다. 준전문급 비디오 프로듀서가 사용하도록 개발되었다. 파일은 자동으로 MPEG-2 비디오, 돌비 디지털 오디오로 변환된다. DVD 메뉴는 특수 레이어 기술을 사용하여 어도비 포토샵에서 만들어서 편집할 수 있다.
- 브리지는 정리 프로그램이다.
- 버전 큐는 사용자가 "컴퓨터 파일의 역사에 대한 정보를 담은" 파일 메타데이터를 빠르게 추적하여 이용할 수 있게 도와 준다. 버전 큐는 또한 여러 사람들의 그룹 사이의 문서를 함께 점검하는 과정을 자동화하기도 한다.
- 디바이스 센트럴의 기본 목적은 크리에이티브 제품군의 일부를 함께 통합하여 프로페셔널과 개인 크리에이티브 전문가, 웹 디자이너, 모바일 개발자에게 플래시 라이트, 비트맵, 웹, 모바일 영상 콘텐츠를 더 쉽게 미리 보고 테스트할 수 있게 도와 준다.
- 어도비 커넥트는 정보, 일반 프레젠테이션, 온라인 훈련 자료, 웹 회의, 학습 모듈, 사용자 데스크톱 공유를 만드는 데 사용된다. 이 제품은 완전히 어도비 플래시를 기반으로 하고 있다. 모든 회의 작업 공간은 'pods'로 분류되어 있다. 각 pod는 특정한 역할을 수행한다. (이를테면 대화, 화이트보드, 노트 등) 백엔드 지원에 권장되는 데이터베이스는 MS SQL이다.
- 다이내믹 링크는 에프터 이펙트, 프리미어 프로, 앙코르를 하나로 통합한다.
- 온로케이션 (윈도 전용)은 디스크에 직접 기록하고 감시하는 소프트웨어이다.
- 울트라 (윈도 전용)는 벡터 키잉 응용 프로그램이다. 울트라는 그림 분석 기술을 사용하여 이상적인 빛 환경이 아닌 고품질의 크로마 키 효과를 만들어 낸다. 울트라는 또한 가상 세트 기술을 포함하고 있으므로 물체를 가상 3차원 환경으로 키잉할 수 있게 도와 준다.
- 어도비 오디션은 어도비 사운드부스의 현대적인 인터페이스와 흠없는 워크플로를 제공하는 디지털 오디오 편집기로, 오디션의 정확도와 파워를 더했다. 오디션은 CS5.5의 사운드부스를 대체한다.

## 역사

### CS, CS2
어도비 크리에이티브 제품군은 2003년에 처음 공개되었다. CS, CS2의 경우 두 가지 에디션으로 나뉜다.
표준 에디션
- 어도비 일러스트레이터
- 어도비 포토샵
- 어도비 인디자인
- 어도비 버전 큐
- 어도비 브리지
- 디자인 지침 및 훈련 자료

프리미엄 에디션
- 어도비 고라이브
- 어도비 어크로벳 프로페셔널
- 어도비 드림위버 (CS 2.3부터)

### CS3
CS3의 경우 2007년 3월 27일에 어도비 크리에이티브 제품군 3 (CS3)라는 이름으로 발표되었다. 애플 매킨토시용 주요 프로그램들을 위한 유니버설 바이너리를 도입하였다.
|                                  | 디자인   | 디자인   | 웹       | 웹 | 프로덕션 프리미엄 | 마스터 콜렉션 |
| 스텐다드                         | 프리미엄 | 스텐다드 | 프리미엄 |    | 프로덕션 프리미엄 | 마스터 콜렉션 |
| 포토샵 CS3                       |          |          |          |    |                   |               |
| 포토샵 CS3 익스텐디드            |          |          |          |    |                   |               |
| 일러스트레이터 CS3               |          |          |          |    |                   |               |
| 인디자인 CS3                     |          |          |          |    |                   |               |
| 어크로벳 8 프로페셔널            |          |          |          |    |                   |               |
| 플래시 CS3 프로페셔널            |          |          |          |    |                   |               |
| 드림위버 CS3                     |          |          |          |    |                   |               |
| 파이어웍스 CS3                   |          |          |          |    |                   |               |
| 컨트리뷰트 CS3                   |          |          |          |    |                   |               |
| 에프터 이펙트 CS3 프로페셔널     |          |          |          |    |                   |               |
| 프리미어 프로 CS3                |          |          |          |    |                   |               |
| 사운드부스 CS3                   |          |          |          |    |                   |               |
| 앙코르 CS3                       |          |          |          |    |                   |               |
| 공유 기능, 서비스, 응용 프로그램 |          |          |          |    |                   |               |
| 브리지 CS3                       |          |          |          |    |                   |               |
| 버전 큐 CS3                      |          |          |          |    |                   |               |
| 디바이스 센트럴 CS3              |          |          |          |    |                   |               |
| 스톡 포토                        |          |          |          |    |                   |               |
| 어크로뱃 커넥트                  |          |          |          |    |                   |               |
| 다이내믹 링크                    |          |          |          |    |                   |               |
| 온로케이션 CS3 (윈도 전용)       |          |          |          |    |                   |               |
| 울트라 CS3 (윈도 전용)           |          |          |          |    |                   |               |

어도비는 CS2에 포함했던 다음의 프로그램을 CS3 소프트웨어에서는 번들로 제공하지 않는다:
- 어도비 고라이브 (어도비 드림위버가 이를 대체)
- 어도비 오디션 (어도비 사운드부스가 이를 대체)
- 어도비 이미지레디 (어도비 파이어웍스가 이를 대체)

어도비는 고라이브와 오디션을 독립 제품으로 따로 개발을 계속하고 있다. 어도비 고라이브 9은 2007년 6월 10일에 독립 제품으로 출시한 바 있다. 어도비 오디션 3는 2007년 9월 6일에 독립 제품으로 출시하였다.

### CS4
| 소프트웨어                       | 디자인   | 디자인   | 웹       | 웹       | 프로덕션 프리미엄 | 마스터 콜렉션 |
| 소프트웨어                       | 스탠다드 | 프리미엄 | 스탠다드 | 프리미엄 | 프로덕션 프리미엄 | 마스터 콜렉션 |
| -------------------------------- | -------- | -------- | -------- | -------- | ----------------- | ------------- |
| 포토샵 CS4                       |          |          |          |          |                   |               |
| 포토샵 CS4 익스탠디드            |          |          |          |          |                   |               |
| 일러스트레이터 CS4               |          |          |          |          |                   |               |
| 인디자인 CS4                     |          |          |          |          |                   |               |
| 어크로뱃 9 프로                  |          |          |          |          |                   |               |
| 플래시 CS4 프로페셔널            |          |          |          |          |                   |               |
| 드림위버 CS4                     |          |          |          |          |                   |               |
| 파이어웍스 CS4                   |          |          |          |          |                   |               |
| 컨트리뷰트 CS4                   |          |          |          |          |                   |               |
| 애프터 이펙트 CS4                |          |          |          |          |                   |               |
| 프리미어 프로 CS4                |          |          |          |          |                   |               |
| 사운드부스 CS4                   |          |          |          |          |                   |               |
| 온로케이션 CS4                   |          |          |          |          |                   |               |
| 앙코르 CS4                       |          |          |          |          |                   |               |
| 공유 기능, 서비스, 응용 프로그램 |          |          |          |          |                   |               |
| 브리지 CS4                       |          |          |          |          |                   |               |
| 디바이스 센트럴 CS4              |          |          |          |          |                   |               |
| 다이내믹 링크                    |          |          |          |          |                   |               |
| 버전 큐 CS4                      |          |          |          |          |                   |               |

이미지 분석 기술을 이용하여 고화질의 크로마 키 효과를 생산해 내는 벡터 키잉 응용 프로그램은 CS4 제품 라인업에서 제거되었다. 어도비 어크로뱃 커넥트는 CS4 에디션에 속해 있지 않지만 단독 제품으로 구매할 수 있다. 어도비 앙코르와 어도비 온로케이션 (이전에는 Serious Magic DV Rack HD2)은 이제 어도비 프리미어 프로의 일부로 포함되었기 때문에 독립 제품으로 출시되지는 않는다. 어도비 인카피는 어도비 인디자인에 흡수되었으며, 이는 크리에이티브 제품군 계열의 일부가 되어 있으나 CS4 에디션에는 포함되어 있지 않다. 어도비, 서드파티 플러그인 개발자, 또는 시스템 통합자로부터 주문을 받을 수 있다.
CS4 제품군에 속한 모든 응용 프로그램들은 여러 개의 응용 프로그램들이 한 창에 여러 탭 안에서 열릴 수 있게 하는 "새로운 탭 인터페이스"를 도입함으로써 동시에 여러 개의 어도비 CS4 프로그램들을 사용하여 작업할 수 있게 하고 있다. 또, H.264 비디오 인코딩 가속을 지원하는 서드파티 플러그인을 통하여 엔비디아 CUDA 기술을 지원한다.
어도비 CS4는 64비트 및 다중 코어 프로세서를 사용하면 더 나은 성능을 제공한다. 윈도우에서 어도비 포토샵 CS4는 완전한 64비트 응용 프로그램으로 동작하며 어도비 애프터 이펙트 CS4와 어도비 프리미어 프로 CS4는 비록 완전한 64비트 응용 프로그램은 아니지만 64비트 컴퓨터에 최적화되어 있다. 그러나 어도비는 OS X에는 64비트 버전의 CS4 제품을 제공하지 않을 것이라고 언급한 바 있다. 어도비 포토샵 CS4에서의 64비트 테스트 초기에는 8~12% 정도의 성능 향상이 있었다. 매우 커다란 파일을 사용하여 작업한다면 어떠한 경우 전보다 10배 정도 빨라질만큼 눈에 띄는 더 큰 성능 향상을 맛볼 수 있다. 다시 말해, 64비트 응용 프로그램들은 더 큰 용량의 메모리를 어드레싱할 수 있는데 이것이 자료 처리 속도에 영향을 줄 수 있는 가장 큰 요인들 가운데 하나이다.

### CS5
| 어도비 크리에이티브 제품군 5.5   | 어도비 크리에이티브 제품군 5.5 | 어도비 크리에이티브 제품군 5.5 | 어도비 크리에이티브 제품군 5.5 | 어도비 크리에이티브 제품군 5.5 | 어도비 크리에이티브 제품군 5.5 | 어도비 크리에이티브 제품군 5.5 |
| 소프트웨어                       | 디자인                         | 디자인                         | 웹 프리미엄                    | 프로덕션 프리미엄              | 마스터 콜렉션                  |                                |
| 소프트웨어                       | 스탠다드                       | 프리미엄                       | 웹 프리미엄                    | 프로덕션 프리미엄              | 마스터 콜렉션                  |                                |
| -------------------------------- | ------------------------------ | ------------------------------ | ------------------------------ | ------------------------------ | ------------------------------ | ------------------------------ |
| 포토샵 CS5                       |                                |                                |                                |                                |                                |                                |
| 포토샵 CS5 익스탠디드            |                                |                                |                                |                                |                                |                                |
| 일러스트레이터 CS5               |                                |                                |                                |                                |                                |                                |
| 인디자인 CS5.5                   |                                |                                |                                |                                |                                |                                |
| 어크로뱃 9.3 프로                |                                |                                |                                |                                |                                |                                |
| 플래시 카탈리스트 CS5.5          |                                |                                |                                |                                |                                |                                |
| 플래시 프로페셔널 CS5.5          |                                |                                |                                |                                |                                |                                |
| 플래시 빌더 4.5 프리미엄 에디션  |                                |                                |                                |                                |                                |                                |
| 드림위버 CS5.5                   |                                |                                |                                |                                |                                |                                |
| 파이어웍스 CS5                   |                                |                                |                                |                                |                                |                                |
| 컨트리뷰트 CS5                   |                                |                                |                                |                                |                                |                                |
| 프리미어 프로 CS5.5              |                                |                                |                                |                                |                                |                                |
| 온로케이션 CS5                   |                                |                                |                                |                                |                                |                                |
| 앙코르 CS5                       |                                |                                |                                |                                |                                |                                |
| 애프터 이펙트 CS5.5              |                                |                                |                                |                                |                                |                                |
| 오디션 CS5.5                     |                                |                                |                                |                                |                                |                                |
| 공유 기능, 서비스, 응용 프로그램 |                                |                                |                                |                                |                                |                                |
| 브리지 CS5                       |                                |                                |                                |                                |                                |                                |
| 디바이스 센트럴 CS5.5            |                                |                                |                                |                                |                                |                                |
| CS 라이브                        |                                |                                |                                |                                |                                |                                |
| 다이내믹 링크                    |                                |                                |                                |                                |                                |                                |

윈도 버전의 어도비 프리미어 CS5.5와 어도비 애프터 이펙트 CS5.5는 64비트 전용이므로 32비트 운영 체제에는 설치되지 않으며 윈도우 비스타 64 비트 이후의 윈도 버전을 요구한다. 윈도우 XP 프로페셔널 x64 에디션에서는 돌아가지 않는다.
사용자가 파일 메타데이터를 추적하고 수정하며 여러 사람들끼리 협동하여 문서를 검토하는 작업을 자동화할 수 있도록 도와 주는 소프트웨어이며 한때 CS4에 있었던 "어도비 크리에이티브 제품군 웹 스탠다드" 에디션은 CS5에 들어서 제거되었다.
CS4와 마찬가지로 어도비 앙코르와 어도비 온로케이션은 어도비 프리미어 프로의 일부이며 독립 제품으로 출시되지는 않는다. 이 또한 CS4와 마찬가지로, 어도비 인디자인에 밀접하게 통합된 응용 프로그램인 어도비 인카피는 크리에이티브 제품군 계열의 일부이지만 CS5 에디션에는 포함되어 있지 않다. 어도비, 서드 파티 플러그인 개발자로부터 주문 받을 수 있다.
CS5.5에서 전문가용 오디오 편집 프로그램 어도비 오디션이 기존의 어도비 사운드부스를 대체한다.

## 참조
1. ↑  “Adobe - Creative Suite 5: Trial FAQ”. 2009년 8월 17일에 원본 문서에서 보존된 문서. 2009년 8월 5일에 확인함.
2. ↑  “보관된 사본”. 2012년 7월 8일에 원본 문서에서 보존된 문서. 2013년 2월 3일에 확인함.
3. ↑  Cunningham, Andrew. “Adobe’s Creative Suite is dead, long live the Creative Cloud”. Ars Technica.
4. ↑  “Adobe heralds subscription-only future for Photoshop and Creative Suite”. Digital Photography Review. 2013년 6월 22일에 원본 문서에서 보존된 문서. 2013년 6월 21일에 확인함.
5. ↑  Campbell-Dollaghan, Kelsey. “Say Goodbye to Creative Suite: Adobe CS Is Now Creative Cloud”. Gizmondo. 2013년 6월 28일에 원본 문서에서 보존된 문서. 2013년 6월 21일에 확인함.
6. ↑  “Adobe Products”. Adobe.com. 2013년 5월 26일에 확인함.
7. ↑  “Creative Cloud now includes Creative Suite Master Collection and Design Premium features”. Adobe.com. 2013년 5월 7일. 2013년 5월 26일에 확인함.
8. ↑  Adobe Systems (2006년 1월 31일). “Support for Intel-based Mac computers” (PDF). Adobe Systems. 2006년 10월 29일에 원본 문서 (PDF)에서 보존된 문서. 2006년 9월 29일에 확인함.
9. ↑  Adobe Systems (2006년 9월 18일). “New Adobe Acrobat 8 Professional Enhances Adobe Creative Suite 2.3”. Adobe Systems. 2009년 4월 22일에 원본 문서에서 보존된 문서. 2010년 3월 13일에 확인함.
10. ↑  “Adobe Creative Suite 4 Software Brings Unprecedented Efficiency via a Unified Application Interface”. 2009년 5월 3일에 원본 문서에서 보존된 문서. 2009년 8월 5일에 확인함.
11. ↑  http://www.adobe.com/products/creativesuite/production/pdfs/cs4_production_premium_64bit_wp.pdf
12. ↑  어도비 CS4는 64비트를 지원하지만 윈도우에서만 그러하다
13. ↑  Adobe - Photoshop CS5: FAQ